# Jack Jevne
Jack Jevne (25 de enero de 1892-25 de mayo de 1972) fue un guionista estadounidense. También trabajó como actor y se desempeñó como sargento de primera clase durante la Primera Guerra Mundial. Escribió para 58 películas entre 1919 y 1956, en particular, trabajó con Laurel y Hardy en varias ocasiones. Nació en Provo, Utah, hijo de Lloyd Jevne, un jugador de billar profesional, y Anna Anderberg, una inmigrante sueca.
Durante la era de la lista negra de Hollywood, Jean Rouverol Butler, esposa del guionista Hugo Butler incluido en la lista negra, escribió Autumn Leaves (1956) con su esposo basada en su novela. Jack Jevne se hizo pasar por ella, es decir, fingió autoría.

## Filmografía
- Air Raid Wardens (1943)
- Barnacle Bill (1941)
- The Housekeeper's Daughter (1939)
- Captain Fury (1939)
- Merrily We Live (1938)
- Topper (1937)
- Way Out West (1937)
- Our Relations (1936)
- The Ghost Rider (1935)

| - The Cowboy and the Bandit (1935) - Trails End (1935) - Palooka (1934) - I Cover the Waterfront (1933) - Easy Millions (1933) - Eve's Leaves (1926) - The Jay Bird (1920) - The Trail of the Holdup Man (1919) - The Fighting Line (1919) |